# Propadený zámek
Propadený zámek je raně středověké a snad i pravěké hradiště asi jeden kilometr jihozápadně od Branova v okrese Rakovník ve Středočeském kraji. Nachází se na ostrožně vybíhající z vrchu Štulec nad pravým břehem Berounky. Terénní pozůstatky hradiště jsou chráněny jako kulturní památka.

## Historie
Hradiště u Branova označované jako Na Propadeném zámku nebo Na Zpropadeném zámku poprvé uvedl ve svém díle Jan Erazim Vocel. Josef Ladislav Píč hradiště bez dokladů označil za slovanské. Podle archeologa Josefa Maličkého se jednalo o opevnění z doby laténské. Tomáš Durdík při povrchovém průzkumu lokality nenalezl žádné doklady osídlení a vyslovil domněnku, že opevnění sloužilo jako útočiště obyvatel okolní krajiny v době ohrožení. Archeolog Daniel Stolz na hradišti v roce 2005 získal několik keramických střepů, které mohou pocházet z pozdní doby bronzové. Archeologický výzkum provedený v letech 2006–2007 doložil využití hradiště ve střední a mladší době hradištní. Charakter nově nalezené keramiky neodpovídá dříve nalezeným nádobám z doby laténské, u nichž však není jisté, že pochází z Propadeného zámku. Výzkum také doložil využití plochy hradiště v době halštatské nebo spíše v mladší a pozdní době bronzové.

## Stavební podoba
Hradiště se nachází na ostrožně, která je součástí Křivoklátské vrchoviny, v nadmořské výšce asi 340 metrů přibližně jeden kilometr jihozápadně od Branova.
Povrch ostrožny je rozdělen čtyřmi liniemi valů do pěti částí. První kamenitý val přepažuje nejužší místo ostrožny a dosahuje výšky asi čtyřicet centimetrů. O čtyřicet metrů dál na severovýchod vede mohutnější druhý val, jehož těleso bylo v minulosti poškozeno pravděpodobně těžbou kamene. Josef Ladislav Píč a Tomáš Durdík uvedli, že se jedná o tzv. spečený val. Magnetometrické měření prokázalo založení valu na skalním podloží a kamennou konstrukci, na jejíž vnitřní straně je patrné vystavení silnému žáru. Nalezena zde byla také vypálená mazanice s otisky dřev.
Za valem následuje akropole s malou plošinou, za níž terén klesá a ostrožna se rozšiřuje. Třetí val je od druhého vzdálen 150 metrů a z boku se k němu napojuje val čtvrtý, který je v terénu nejlépe patrný a prokazatelně pochází ze střední doby hradištní.
Předpokládá se, že první dva valy jsou pravěkého původu, zatímco druhé dva pochází z raného středověku. Jediný doložený vstup do hradiště se nacházel v místě asi tři metry širokého průchodu mezi čtvrtým valem a hranou srázu. Pozůstatkem původní cesty na hradiště může být hluboký úvoz ve svahu směrem od osady V Luhu. Nejintenzivnější osídlení hradiště je pravděpodobné v prostoru akropole, ale využívána byla nejspíše celá plocha ostrožny.